# Catharina Roodzant
Catharina Roodzant-Glimmerveen (ur. 21 października 1896 w Rotterdamie, zm. 24 lutego 1999) – holenderska szachistka.

## Kariera szachowa
Pod koniec lat 30. XX wieku należała do ścisłej światowej czołówki. Dwukrotnie uczestniczyła w finałach mistrzostw świata kobiet: w 1937 r. w Sztokholmie zajęła XII miejsce, natomiast w 1939 r. w Buenos Aires – VII miejsce. W latach 1935, 1936 i 1938 trzykrotnie zdobyła złote medale indywidualnych mistrzostw Holandii kobiet.